# シャドームーン
- 仮面ライダーシリーズ
  -  > 仮面ライダーBLACK > シャドームーン
  -  > 仮面ライダーBLACK RX > シャドームーン
  -  > 仮面ライダーBLACK SUN > シャドームーン

シャドームーンは、仮面ライダーシリーズに登場するキャラクター。

## 概要
『仮面ライダーBLACK』で、主人公・仮面ライダーBLACKの宿敵として初登場した。BLACK（のちにRX）の最強の敵として光太郎の前に立ちはだかり、激闘を繰り広げた銀色の戦士である。
『仮面ライダー』におけるショッカーライダーのように1エピソードだけ登場する「仮面ライダーの偽者」や、『仮面ライダーX』におけるアポロガイスト、『仮面ライダーストロンガー』におけるジェネラルシャドウなどの強敵としての怪人は『BLACK』以前にもたびたび登場しているが、シャドームーンは「仮面ライダーと完全に同格な悪の改造人間」として描かれているという点で特徴的なキャラクターである。
そのデザインや存在感からテレビシリーズ終了後も人気が高く、歴代の仮面ライダーたちが集合する作品のほとんどでは幹部クラスの悪役として登場し、仮面ライダーたちを苦しめる。

## テレビシリーズ

### 『仮面ライダーBLACK』
第35話から第51話までと劇場版第2作目に登場。
暗黒結社ゴルゴムのメンバーである秋月総一郎教授の息子の秋月信彦が、ゴルゴムによってもう1人の世紀王として改造された姿。キングストーンの1つ月の石を体内に持ち、「地獄王子」や「影の王子」とも称される。
信彦が19歳の誕生日の夜、親友である南光太郎と共に暗黒結社ゴルゴムによって拉致され、世紀王シャドームーンへ改造された。総一郎の乱入時に手術を続けようとした三神官を総一郎が止めようともみ合いになり、はずみで手術の光線が光太郎と信彦の体を支えていた線にあたり、線に絡まった信彦は切れた線の電流を浴びる大ダメージを負ったため、光太郎と違って脱出できず、そのまま捕らわれて長期の治療が必要となってしまった。しかし、後に三神官の持つ3つの石の力によって復活する。
元々はブラックサンと瓜二つの姿として誕生するはずだったが、前述の事故による治療休眠と石の力による復活のため、その姿はブラックサンと大きく異なっている。脳改造まで施されているため、自分が信彦だったという記憶はあるもののその意識や人格はほとんど失われており、人類の滅亡とゴルゴム帝国設立、そしてブラックサンとの決着に尽力する冷酷無比な性格となっている。ただし、妹の秋月杏子と恋人であった紀田克美への愛情だけは若干残っており、彼女たちに直接危害を加える行動は避けている。変身機能は創世王に操作されており、仮面ライダーBLACKのように自分の意思で変身解除して信彦の姿に戻ることは不可能。第47話において、一度だけ創世王が強制的に信彦の姿に戻したことがある。
もう1人の創世王候補者であるブラックサンがゴルゴムを離反・敵対したため、復活後は「次期創世王」ともっぱら自称し、創世王に対して一切敬語を用いずに会話していた。一人称はずっと「私」を用いていたが、第50話の途中から「俺」になる。
復活した直後にBLACKのライバルであった剣聖ビルゲニアを、BLACKとの対決に敗れて深手を負った直後だったとはいえ、サタンサーベルによって瞬殺している。その後、光太郎の前に姿を現し、創世王の座を賭け自らと戦うことを光太郎にしばしば迫った。
それまで親友・信彦の救出を悲願としていた光太郎は、この皮肉な宿命に苦悩して彼との戦いを躊躇するが、激しさを増すゴルゴムの侵攻を前に挑戦に応じ、直接対決はテレビ本編では第47話に初めて実現。この時は実戦経験の不足のため、BLACKに苦戦するも、光太郎の心の迷いを衝いた創世王の援護に加え、エルボートリガーによる不意打ちとサタンサーベルの連続斬撃により、BLACKを倒した。虫の息のBLACKのキングストーンを手に入れようとするが、BLACKが光太郎の姿に一時的に戻ったことに動揺して撤退する。それでも、BLACKを喪った日本を一度は制圧するまでに至った。
クジラ怪人から与えられた命のエキスで復活したBLACKと再戦した際には、創世王から与えられたエネルギーでパワーアップし、蘇生して強化されたBLACKをも圧倒したが、バトルホッパーの特攻で負傷し、BLACKの追撃のパンチとライダーキックも受ける。サタンサーベルを残したまま、ゴルゴム神殿に撤退するも、サタンサーベルを手にしたBLACKの攻撃でキングストーンを損傷。負けを認めたふりをして、BLACKに懇願・返却してもらったサタンサーベルで攻撃するもすでに力が残っておらず失敗する。それでもBLACKに対し、「お前は親友の信彦を殺したんだ」と呪詛の言葉をかけるが、BLACKが創世王を倒すためにサタンサーベルを呼び出した際には手放し、「ブラックサン…南光太郎…」と呼ぶ言葉と共に意識を閉じた。その後、創世王を倒したBLACKはロードセクターで脱出する前に意識のないシャドームーンを見つめて去っていき、シャドームーンは崩壊するゴルゴム神殿の中に消えていった。
5万年前にもシャドームーンがブラックサンと闘ったとされているが、どちらが勝利したかまでは描かれていない。『仮面ライダーBLACK』本編ではそれ以前の世紀王の戦いとして語られるのみ。
BLACKに対しては、基本的に「ブラックサン」または「南光太郎」という呼称を用いるが、まれに「仮面ライダー」と呼ぶこともある。
秋月 信彦（）
南光太郎とは兄弟同然に育てられた親友同士。東星大学の理工学部2年生で光太郎と同じくサッカー部に在籍していたが、19歳の誕生日にゴルゴムによって世紀王シャドームーンへ改造されてしまい、悲劇の道を歩むこととなる。
世紀王シャドームーン（未完成体）
シャドームーンとして覚醒するまでの中間形態で、姿形はBLACKのバッタ男形態と全く同じ。
改造手術の際に重傷を負ったため、生命維持装置禁制の柩の中へ入っていた。この状態でも並の怪人と同等のパワーを発揮する。
ビルゲニアに脅威を感じた三神官によって命の石のパワーを注ぎこまれたため、復活した。

デザイン・造形
劇中での姿は、石ノ森章太郎による原案をベースに村上克司が手を加えて完成されたデザインである。3話冒頭や放送当時に出版された書籍にはシルエットのみであるが、本来の姿のシャドームーンとブラックサンが戦っているイメージ映像・スチール写真があり、シルエットのために色は判別が難しいが、姿形はBLACKに瓜二つであった。石ノ森章太郎の漫画版では、この設定どおりのまま登場している。また、テレビ登場前に発売されたファミコンソフト『対決!シャドームーン』では紫色に赤色の目になっている。
石ノ森の世紀王のデザインラフでは体色は黒となっている。
東映プロデューサーの吉川進は、シャドームーンのデザインは石ノ森と村上の持ち味が合わさった秀逸なキャラクターであると評価している。
マスク原型を担当したレインボー造型企画の小松義人は、シャドームーンのマスクは小松が手掛けた中で最も小さくバランスが上手くいったとし、最も印象に残ったマスクとして挙げている。
未完成体の頭部は、バッタ男の頭部との共用になっている。

備考
漫画『仮面ライダーSPIRITS』の作者である村枝賢一によると、シャドームーンが緑色の仮面ライダーに、創世王（書籍ではゴルゴム大首領）が金色の仮面ライダーにそれぞれ変身し、三つ巴の戦いを繰り広げるという展開が検討されていた。

### 『仮面ライダーBLACK RX』
第21話、第22話および第27話に登場。
前作で死亡したと思われていたが実は辛くも生き延びており、過去のすべての記憶を一切失い、ブラックサン打倒の本能に動かされるままに行動するようになる。ジャーク将軍からクライシス帝国の幹部クラスの客分格として厚遇され、BLACKから強化されたRXと再度激突した。RXのことを、「ブラックサン」ではなく、「仮面ライダーBLACK RX」あるいは「RX」と呼んでいたが、第22話では以前のように「仮面ライダー」とも呼んでいた。
外観上の変化はないが以前よりパワーアップしており、サタンサーベルを思わせる二振りの双剣「シャドーセイバー」を生みだす能力を身につけている。ゴルゴム時代はBLACKとほぼ互角だったが、はるかに強化されたはずのRXを苦戦させるまでになっている。加えてクライシス帝国の四大隊長からのバックアップを受けたこと、マイティアイでRXの能力を事前にモニターかつスキャンしていたことにより、RXとの初戦では互角以上の攻防を展開し、ロボライダーやバイオライダーをも圧倒した。しかし、自らの地位を危ぶんだクライシス帝国の牙隊長ゲドリアンが放った怪魔異生獣アントロントの襲撃で戦闘を中断された後、クライシス帝国に捨て駒として利用されていたことを知って離反し、彼らへの復讐も期して以後は孤高の一匹狼として活動するようになる第3勢力的存在。
その後、調略したクライシス帝国の怪魔異生獣・マットボットを利用してRXをおびき出し、決戦を挑む。シャドーセイバーの二刀流でRXと激闘を展開するが、最後はシャドーチャージャーにリボルケインの刺突を受けて敗北し、クライシス帝国の富士山大噴火計画をRXに伝え、自分は命を落とす直前に人としての心を取り戻し、最後の力を振り絞って命懸けで人質となっていた柴田弘と茜兄妹を救出後に死亡した。死後、その姿は信彦に戻っていた。

### テレビシリーズの設定を基にした作品
映画『仮面ライダーワールド』
突如復活して、再生怪人を率いて戦うが、再生怪人はZOとJに敗れる。自身は等身大の戦闘は参加せず、巨大化してJ・ジャンボフォーメーションと闘い追い詰めるが、隙を付かれ「ジャンボライダーパンチ」によってシャドーチャージャーが直撃を与えられ、さらに「ジャンボライダーキック」を与えられて敗れ去った。
小説『S.I.C. HERO SAGA MASKED RIDER BLACK RX EDITION -After0-』
BLACKに倒された創世王が信彦の身体を乗っ取ったことで復活して、南光太郎に襲い掛かる。派生形態も登場する。
漫画『宇宙の11 仮面ライダー銀河大戦』
実は創世王が統べていたマーダー帝国により、ゴッド将軍の指揮下で本拠地のマーダー惑星を守る他の組織の幹部たちとは別に復活させられる。BLACKと戦っていたころの記憶が戻っており、RXを倒して帝国の全宇宙支配の暁には次期創世王として君臨せんとする。砂漠の星でサンド・スネークを操ってRXに挑むが、図らずも助け合うこととなる。マーダー惑星でも戦うがアマゾンの活躍で思うようにいかないことを創世王に罵られ、怒りのあまり創世王を討ったことでRXに勝機を与える。帝国の崩壊後にいずれ決着をつけることを告げて去る。
漫画『仮面ライダーZO』（青木たかお版）
ジャーク将軍に憑依されて登場。ZOとRXの共闘によって倒された。
ゲーム『仮面ライダー 正義の系譜』
仮面ライダーBLACK、そして邪眼（5万年前の世紀王）を追って自身も発電所に突入。本作品では対面こそするがBLACKと戦うことはなく、逆にヒルカメレオン改造体をサタンサーベルの一撃で倒したことで、図らずも彼を助けている。
ライブショー『Masked Rider Live 2000』
イカデビルによって復活を果たし、仮面ライダー1号と仮面ライダー2号を追い詰めたが、突如応援に駆けつけた風見志郎（仮面ライダーV3）と対峙。最期はV3・26の秘密の一つ「V3サンダー」によって倒された。

## 平成仮面ライダーシリーズ
ネットムービー『仮面ライダーディケイド オールライダー対しにがみ博士』
大ショッカーの尖兵の一人として登場。十面鬼ユム・キミルやイカデビルなどと共に、仮面ライダーディケイドや仮面ライダー1号を窮地に追い込む。
声はてらそままさき。
『仮面ライダーディケイド』
第27話の終盤において、どこかの地下道を歩くシルエットとして登場。
映画『劇場版 仮面ライダーディケイド オールライダー対大ショッカー』
「ディケイドの世界」に存在する、門矢家に仕える執事の男性月影 ノブヒコ（）が変身する。
ゴルゴムの支配者である「創世王」を名乗り、自分の意志でシャドームーンに変身したり戻ったりできる他、サタンサーベルやシャドービームを武器にしている。
大ショッカーの計画を進めるため、異世界を渡る能力を持つ門矢士を大ショッカーの大首領に据え、「世界の消滅を止めるためにライダーを討伐するため」と彼に仮面ライダーディケイドの力を与え、旅をさせた。その後、士がディケイドの世界を訪れ、大ショッカー大首領としての記憶を取り戻してライダートーナメントでの決着で本性を現し、士の妹である門矢小夜のことを自分を放置した士への恨みを利用して大神官ビシュムに覚醒させ、共に大首領である士を退けて自らが大首領としてその座に就く。ビシュムの地の石の力で小野寺ユウスケ / 仮面ライダークウガをライジングアルティメットに変身させ、ビシュムに操らせた。
ビシュムが士の説得で自ら戸惑うのに対し、無理やり地の石を奪ってクウガを操ろうとしたが、ビシュムが小夜としての心を取り戻したうえ、地の石を小夜自らが破壊したことによって怒りが頂点に達し、最終決戦に参戦する。
大ショッカーが仕掛けたライダートーナメントにおいて、すべての仮面ライダーたちの戦いを見たのか、ディケイド、クウガ ライジングアルティメットの2人と同時に戦い、創世王の名の通りの圧倒的な強さを見せる。だが突如参戦した仮面ライダーWの攻撃法に対応できず翻弄され、最後はヒートメタルのメタルシャフトの一撃を食らい大ショッカー基地の壁面に打ち付けられたところをディケイド率いる仮面ライダーたちによるオールライダーキックを大ショッカー基地もろともその身に受けて敗れた。
士自身は、自身を陥れた月影に因縁を感じており、『ライダージェネレーション2』と『バトライド・ウォー創生』に登場した秋月信彦が変身したシャドームーンと対面した際に、月影が蘇ったのではないかと思い込んだ。
『テレまんがヒーローズ』の漫画では、RXと面識があるような会話が見られる他、最終決戦ではキングダークと融合して操る。また、こちらでは映画とは逆にディケイドとクウガ ライジングアルティメットに逆に追い詰められているなど、映像本編ほどの戦闘能力は有していない。
- 本作品ではBLACKとの因縁はなく、士をスカウトした時期の大ショッカーの首領のような存在であったとしている。

映画『オーズ・電王・オールライダー レッツゴー仮面ライダー』
ショッカーの同盟組織となった暗黒結社ゴルゴムの幹部として登場。ショッカーの会見でのショッカーと結託した国連会議に参加する暗黒結社ゴルゴムの代表で大使の座には部下の大神官ダロムが担っていた。オーズやNEW電王らを「シャドービーム」で苦しめる。その後、1号、2号、NEW電王、オーズを救うために人々の思いを受けて甦った仮面ライダーの一人であるディケイドと、サタンサーベルを振るい刃を交えるもライトブッカーソードモードで斬り捨てられた。
映画『仮面ライダー×スーパー戦隊 スーパーヒーロー大戦』
大ショッカーの大幹部として登場しており、最終決戦ではジャーク将軍と共に、仮面ライダーBLACKと光戦隊マスクマンと戦いを繰り広げた。BLACKとレッドマスクを追い詰めるも、レッドマスクを除く4人のマスクマンのメディテーションによってジャーク将軍共々動きを封じられたところに、BLACKとレッドマスクのダブルキックを受けて爆死した。
劇中、BLACKに「信彦」と呼ばれていた。また、同じ剣の達人であるジェネラルシャドウとは、ダブルシャドウというタッグを組んでいる。
映画『仮面ライダー×スーパー戦隊×宇宙刑事 スーパーヒーロー大戦Z』
スペースショッカーの大幹部および首領的存在として登場。宇宙犯罪組織マドーの軍師レイダーと結託して、魔王サイコの片割れであるサイコロンを探すために暗躍している。また、レイダーによって悪の魔力を注入されてさらにパワーアップしている。
幻夢城での戦いでは、サイコロンを連れてきたイエローバスターを含む特命戦隊ゴーバスターズに対して、相手が疲弊していたとはいえ、3対1ながらも圧倒的な戦闘力を発揮する。最終決戦では集結したスーパーヒーローたちを「シャドービーム」で足止めし、獣電戦隊キョウリュウジャー5人に対しても猛威に振るうが、隙を突かれてキョウリュウレッドにサタンサーベルを奪われ、その斬撃で大ダメージを負い、キョウリュウジャーの「獣電ブレイブフィニッシュ」と自身の「シャドービーム」の撃ち合いに敗北して爆死した。劇中では、主にスーパー戦隊との戦闘がクローズアップされている。
スペースショッカーの幹部にはそれぞれ配下の怪人が備えており、シャドームーンにはアークオルフェノク、バットファンガイア、サジタリウス・ゾディアーツといった各仮面ライダー作品において最強格の怪人が仕える。

## 漫画作品
『仮面ライダーBlack』
石ノ森章太郎の漫画『仮面ライダーBlack』ではシャドームーンとの呼称はなく、魔王候補として、もう一人の魔王候補と闘う。変身体の外見もテレビ版とは違い、光太郎の変身体と同じく黒いバッタの怪人になる。なお、父の総一郎は漫画版では会社の社長である（テレビ版では考古学者）。
漫画『駈斗戦士 仮面ライダーズ』
仮面ライダーギルス、仮面ライダーカイザ、仮面ライダーカリス、仮面ライダーガタックを部下にしている。

## ゲーム作品
仮面ライダーSD関連のゲームは#仮面ライダーSDを参照。
『SDヒーロー総決戦 倒せ!悪の軍団』
ステージ1「地球」のボスとして登場。高速移動して緑色のシャドーセイバーを振るう。
『グレイトバトルサイバー』
LEVEL（ステージのこと）-7、8、13に登場。本作品ではRXの通常攻撃がキックのため、徒手空拳で戦う。滑るように片足でキックを出す。二戦目では独楽のように回転しながらも放ち、パンチは連続して繰り出す。
『バトルドッジボール 闘球大激突!』、『バトルドッジボールII』
悪役サイドのチームであるショッカーイーグルスに所属。「真・闘球王伝説」では惑星ダイアナのボスビギナ・ギナのチームに所属し、ネオ・ダークブレインの支配する惑星ではフィールド敵チームのリーダーとして登場し、闘技場をステージにガンダムアレックスとゼータガンダムを従えている。
『ザ・グレイトバトルII ラストファイターツイン』
ステージ3、あるいはステージ5「月都市」のボスとしても登場。他のボスと異なり、ヒーローの中にRXがいるのでRXと同じサイズ。
『ザ・グレイトバトルVI』
サタンダークネスの三将軍の一人。トールギスとサイコバルタン星人が敗れた後の第3話でオプティカルスリーと戦う。テレポートしながら攻撃し、サタンサーベルからの光線は画面全体に放つこともある。追い込まれるとキングダークを操縦し、ゴッドフラッシュと相対する。巨大戦に敗れた後、他の将軍と共に合体三将軍に取り込まれる。その顔が現れると手を剣に変え、宙から襲い来る戦法も使う。
『ヒーロー戦記 プロジェクト オリュンポス』
光太郎の宿敵として登場。一騎討ちでは光太郎に勝利し、後に巨大ヤプールやパプテマス・シロッコと共にアクシズの将軍となる。
『ガイアセイバー ヒーロー最大の作戦』
通常マップにおいて頻繁に登場（いわゆるザコキャラクター扱い）。
『スーパーヒーロー作戦 ダイダルの野望』
テレビシリーズと同じ設定で「仮面ライダーの章」の最終ボスとして登場。フリーシナリオ「帝国決戦の章」ではとあるダンジョンでそこそこの確率で敵として出現し、パーセルで仲間にすることが可能。
『グレイトバトル フルブラスト』
惑星アイリスの意思によって集められた3つの惑星「ウルトラプラネット」「ライダープラネット」「ガンダムプラネット」それぞれの悪役の連合軍のうち、大ショッカーの首領として登場。
この作品では『ディケイド』の劇場作品に登場した月影ノブヒコをイメージした丁寧な口調となり、ジオン・ザフト連合軍総帥のジオング、怪獣軍団の長のエンペラ星人と同盟を結んでいる。彼の死後はアポロガイスト（後にスーパーアポロガイスト）が大ショッカー残党の指揮を執ることになる。
『AZITO2』
悪側組織で開発できる怪人の一体として登場。特定条件下でBLACKおよびRXとイベントが発生する。続編の3にも登場。
『仮面ライダーバトル ガンバライド』
仮面ライダーBLACK RXと共に、第7弾からプレイヤーキャラクターとして参戦。
『仮面ライダーバトル ガンバライジング』
第1弾からプレイヤーキャラクターとして参戦。イベントおよびプロモーションカード限定でレッドシャドームーンも参戦。『BLACK』で登場した姿と『RX』で登場した姿がカードによって分かれていて、二人同時に使用する事も可能。
『仮面ライダーバトル ガンバレジェンズ』
シンクロ神話5章で参戦。前作『ガンバライジング』のカードを組み合わせれば三種類の姿を同時に使用可能。
『仮面ライダー クライマックスヒーローズ フォーゼ』
プレイヤーキャラクターとして登場。サタンサーベルの強力な斬撃で戦うパワーキャラクター。
『オール仮面ライダー ライダージェネレーション』
ステージ4のボスとして登場し、仮面ライダーと戦うことになる。続編『オール仮面ライダー ライダージェネレーション2』でも引き続き登場し、特殊な条件を満たすことでプレイヤーキャラとして操作も可能。
『仮面ライダー バトライド・ウォー 創生』
仮面ライダー消滅を阻止しようとする仮面ライダーゴーストたちの前に立ちはだかる。復讐のために歴史に干渉し、誕生したばかりの仮面ライダーを抹殺していた。その正体は長い時を経て力を蓄えて未来で復活した創世王。時を遡る装置を利用して過去のシャドームーンの亡骸に自身の精神を乗り移らせていた。
ゴルゴム神殿での戦いで創世王の力を奪う形で本来のシャドームーンの意識が復活し、レッドシャドームーンに変貌する。各時代に自らの分身を送り込み新たな創世王として世界を支配しようとするが、ゴーストと1号の「ダブルライダーキック」によって倒された。

## 仮面ライダーSD
八鬼衆の一人。なお、同じ『仮面ライダーSD』でも『マイティ・ライダーズ』と『疾風伝説』は世界観が異なる。
『仮面ライダーSD マイティライダーズ』
ゴルゴム軍の軍団長として登場。RXの宿命のライバルであり、語尾に「ム〜ン」とつけて話す。ライバルであるRXに勝るとも劣らないアホで、戦闘員たちからも「八鬼衆にまともな人はいないのか」と呆れられていた。終盤はライダーたちと、パワーストーンの争奪戦を展開するが、基地が自爆した際にはその場にいなかったため、八鬼衆唯一の生き残りとなった。
『仮面ライダーSD 疾風伝説』
RXの住んでいた村でRXたち5人のライダーを圧倒している（止めをさす前に招集がかけられたため、そのまま立ち去ってしまう）。RXの実力を気にする描写もあるが、本作品の主人公はV3であるため、V3のライバルとして描かれている。最終決戦の後も1人生き残るが、その決着は掲載当時は描かれることはなく、完結から11年後に刊行された完全版の描き下ろしによってV3との完全決着が描かれた。負けを認めてV3に止めを刺すように言うが、拒まれる。
SDの商品展開ではシャドームーンはサタンサーベルを持つのに対し、本作品ではシャドーセイバーを愛用しているが、最初は1本だけで戦い、相手の実力を認めると2本目を出して戦っており、その設定は完全版の描き下ろしでも受け継がれている。
『仮面ライダーSD 出撃!!ライダーマシン』
EPISODE10「GOAST ROAD」に登場。立花藤兵衛を捕らえてRXに挑む。ヘルシューターを駆り、分身で翻弄する。サタンサーベルから光球を飛ばし、稲妻を呼ぶ。

## その他の作品
アトラクションムービー『仮面ライダー3Dバトル FROMガンバライド』
全国のテーマパークや遊園地で上映されている仮面ライダー初の「フルCG×3D」で描かれるイベント限定3Dショートムービー。後にほぼ同内容だが仮面ライダー鎧武が登場する『仮面ライダー3Dバトル FROMガンバライジング』も制作された。
本作品のシャドームーンはフォーゼにすでに認知されていて、さらに倒しても蘇り液状となって無数に分裂する存在となっている。
『TTFC産直シアター 仮面ライダーセイバー』
第3幕「セイバーVSシャドームーン、そして…。」に登場。ショッカーに鞍替えしたキリギリスメギドによって強豪怪人を復活させる能力を持った白いアルターライドブックを埋め込まれたショッカー戦闘員が変貌した姿。本人ではないが、自我は過去のシャドームーンとほぼ同じであり、指図をしてくるキリギリスメギドを目障りに感じ、サタンサーベルの一撃で葬った後、仮面ライダーセイバーと激突し、得意の剣術で追い詰めていったが、人々の声援から誕生した仮面ライダー1号が加勢に現れるとこちらもショッカー戦闘員を差し向けるが、ものの数秒で蹴散らされ、ライダーパンチで大ダメージを負い、最後はダブルライダーキックに敗れ、戦闘員の姿に戻って爆散した。

## 『仮面ライダーBLACK SUN』
激しい怒りによって覚醒した秋月信彦が世紀王ムーンドライバーで2段階目の変身を遂げたシャドームーンの完全体。本作品では「仮面ライダーSHADOWMOON」という名称となっている。
BLACK SUNとは真逆に、左側に両腕の拳を振って握りしめ、時計回りに右腕を旋回させ、左斜め上に左腕とともに振り上げ、「変身」の掛け声とともに信彦の腹部に露出した世紀王ムーンドライバー左右のパーツが閉じ、第1段階であった銀殿様飛蝗怪人の姿を経て完全体に覚醒する。
『BLACK』のころが全面的にメカニカルであったのに対し、本作品では生物的なイメージも持ち合わせた姿となっている。拘束具のようなバンドが四肢に巻かれ、胸と後頭部のバッタ脚にはブラックサンにはないトゲが存在している。変身ベルトもブラックサンとは違い、シンプルなデザインと造形になっている。
怪人差別主義団体のリーダーである井垣渉を銀殿様飛蝗怪人の姿で襲撃した際、激しい怒りと人間への憎悪の昂ぶりによって覚醒した。
武器は肩部の鎧状のバッタ脚パーツ・銀肢脚（）を捥ぎ取って生命力を注ぎ込んで変化させた刀剣状の武器・世紀王シャドーブレード。やすやすとブラックサンの強靭な外皮をも斬り裂くが、左右それぞれ一度きりで一度きりしか使用できず再生はしないことから、右肩の脚を銀殿様飛蝗怪人の時点で使用していたため、初変身時には左肩の脚しか残っていない。また、創世王と同様に念動力のような波動を右掌から放ち、触れずに敵を吹き飛ばしたり、動けなくすることが可能。
専用ツール
世紀王ムーンドライバー
SHADOWMOONが装着しているベルト状の物体。信彦の体内に普段は埋め込まれているが、変身時に腹部に露出する。
変身が開始されると円形に4枚の羽が移動し、左右のカバーが開いた状態で出現し、緑色に本体が光り、本体を閉じたカバーが覆い、回転しながらリアクターが緑色に輝き、SHADOWMOONに変身する。
- 当時のシャドームーンのベルトと同様にBLACK SUNの色違いにする予定であったが、平面的に感じる形状であったBLACK SUNのベルトに対して、上から見ても横から見ても変わった形をしている立体感を意識したデザインとなった。光太郎と信彦が同じ年齢だが、見た目の年齢が異なるという設定となったため、サンドライバーのメカニカルなものの集合体である古めかしい工業機械のようなデザインを現代風にアップデートした、レトロフューチャーで未来的なデザインとなっている。発光部以外は当時と同様に黒1色にしており、シルバーで塗装剥げ表現にしている。当初はキングストーンの欠片が入っており、サンドライバーに入っているもう1つの欠片と合わせて、はめることで発光や音声が変化する案もあったが、キングストーンとベルトの関連性がストーリー的になくなったため、廃案となった。また、ベルトの一部を取り外すことも検討されたが、複雑な内部構造から実現しなかった。

シャドームーン（銀殿様飛蝗怪人）
秋月信彦が1段階目の変身を遂げた姿。銀色の体色に全身が怪人化しており、世紀王ムーンドライバーが腹部に露出している。腰部のベルトを除いて、南光太郎が変身した黒殿様飛蝗怪人のほぼ色違いとなっている。
BLACK SUNと同様に背中から生えたバッタの後ろ脚は引き抜いて剣型の武器・世紀王シャドーブレードとしても使用可能で、背中に組み付いた敵を跳ね除けるなど自在に動かせるが、左右いずれも一度のみしか使用できない。パワーと俊敏さを活かした肉弾戦を主体とした戦闘スタイルで、刃物のように鋭利な両手先の爪による攻撃や、強靭なアゴでの強力な噛みつきなど、遥かに並みの怪人を凌ぐ実力を誇る。ゴルゴム党本部でのビシュムとの戦闘では、念動力のような力など創世王と同様の能力に覚醒し、信彦の状態でも使用が可能となった。
- ブラックサン（黒殿様飛蝗怪人）の艶のある黒に対して、艶のない銀色にしている。
- ブラックサン（黒殿様飛蝗怪人）と同様の原型から作られており、演者のスタイルとカラーリングで差別化している。各形態はパーツ換装によって再現している。

秋月 信彦（）
1963年、11歳の時に科学者で父の秋月総一郎とその親友の南光三によって、親友の南光太郎とともにゴルゴムによって体内にキングストーンを埋め込まれて次期創世王候補として改造手術を受け、シャドームーンとなる。70歳だが、ヒートヘブンの力によって、30代相当の若い外見を維持している。
女性活動家の新城ゆかりと出会ったことで光太郎たちとともに五流護六の主要メンバーとして参加し、怪人が怪人のまま生きられる世界を目指して戦っていた。だが、50年前に光太郎とともに組織を離脱したものの、ゆかりがビルゲニアによって粛清された後、五流護六の内ゲバで、怪人の教育などの権利保障と引き換えに総理大臣であった堂波道之助の傘下となっていたダロムによってゴルゴム党本部の地下牢獄に監禁されていた。しかし、50年後の2022年で光太郎が覚醒したことで運命が動き出して脱獄し、五流護六時代に使用していたアジトに潜伏して、自身に賛同する反怪人団体の若者たちとともに結成したレジスタンスで怪人が怪人として生きられる世界を目指し、怪人の歴史を終わらせるために創世王を排除しようと活動を始めた。
その後、ゴルゴム党に拉致された和泉葵をレジスタンスや光太郎とともに救出しようとするが作戦は失敗して多くの仲間を失い、さらには葵の親友であった小松俊介 / 雀怪人が怪人差別主義団体の井垣渉たちによって殺されたことが判明すると、人間への激しい憎悪と怒りによってSHADOWMOONとなって井垣を殺し、ダロムとバラオムを排除して、ゴルゴムを掌握する。
そして、光太郎の命を奪ってゆかりに預けていた自身のキングストーンを奪取し、怪人たちが人間の上位に立てる世界を目指すため、自ら創世王になろうとする。
だが、白長須鯨怪人によって復活したBLACK SUNとの最後の戦いで、BLACK SUNのパンチを受けて力尽きる。

デザイン
デザインは小林大祐が担当した。8割方BLACK SUNのデザインが決定した段階でデザイン作業が始められ、BLACK SUNと共通のデザインだが、BLACK SUNのデザイン案の中にあった拘束具をつけたBLACK SUNというものを参考に、シャドームーンの身体中にあったリベットを拘束具として表現することとなった。当初はBLACK SUNとは全く異なる形にする予定であったが、顔を変更してレッグトリガーを脚に付け、身体はBLACK SUNと同様にすることとなった。シャドームーンにあった額の工業的なデザインであったV字アンテナを有機的なデザインにギリギリ馴染む形状にしており、荒々しさを強調するためにトゲを増している。BLACK SUNのマットな黒に対して、グロスで仕上げている。手足から露出している筋肉繊維は当初は艶のある黒であったが、短調のため微かに黒にしている。当時のシャドームーンにはグリーンのライン自体は入っていなかったが、シャドームーンらしく見えるように無彩色のシルバーと黒にグリーンのラインを入れている。
当初は原典と同様に眼は緑色だったが、コンセプトビジュアルを担当した樋口真嗣の提案で、同じことを現在でやってもバリエーションの一つにしかならないため、眼は黒くなった。ただし、変身時には緑色に発光する。

造形
スーツはアップ・アクション兼用のものが2着制作された。小林の決定稿を基に藤原が生物的な表現を造形時に加えている。スーツアクターの身体をスキャンしたマネキンを基に粘土原型を作っているため、スーツは担当するスーツアクターの専用のものとなっている。眼は視界の良いアクション用とアップ用のパーツを状況に応じて交換している。

## 能力・武器
BLACKの強化皮膚・リプラスフォーム以上の硬度を誇る金属状の命の石のエネルギーによって発生した強化皮膚シルバーガードに包まれている。両肘の強化装具エルボートリガー、独特の歩行音を伴う両足の強化装具レッグトリガーは、パンチやキックの効果を上げる働きがあり、相手を切り裂く武器としても使用可能である。トリガー自体も超振動するため、触れるだけで岩石をも砕くことが可能。また、頭部には電波を発して水中を探るマリンソナーや地中を探索するランドスキャナー、触角状のVアンテナと連動する高性能空中レーダーのスカイレーダーが備わっており、起動直後にはこれらのパイロットランプが明滅していた。
その姿は前述の通りブラックサンと瓜二つになる予定だったが、復活後は生物的なブラックサンに対して金属・無機質的、黒に対する銀、赤に対する緑と、仮面ライダーBLACKのアンチテーゼ的なデザインとなっている。
BLACK同様、ベルトの奥にはキングストーンが埋め込まれている。秋月信彦に戻る必要は基本的に無いため、このベルトが変身に使われることは無い。『オールライダー対大ショッカー』に登場した月影は、自らの意思でベルトを腰部に装着させてシャドームーンに変身する。
- 設定は『BLACK』の企画段階から用意されており、その時点ではシルバークラッシュという技も存在した[33]。

シャドーチャージャー
シャドームーンの腰に付いているベルトの中心部にある緑色の細胞核。BLACKのベルトと形状が似ているが、こちらは黒を一色、中心のキングストーンが緑色に輝いている。内部に埋め込まれたキングストーンのエネルギーを増幅させ、全身に送り出すことができるが、シャドームーンの唯一の弱点となる。
シャドーフラッシュ
BLACKのキングストーンフラッシュと同じ原理でキングストーンを発光させて特殊能力を発動する。劇場版2では亡霊世界を生み出し、第50話ではバトルホッパーを手中に収め、天候の操作という使用が見られた。さらにビームも発射して敵を攻撃することも可能。
シャドーキック
レッグトリガーの超振動波とひねりを加えてそろえた両脚で放つことで威力を強化した必殺キック。技の発動の際は両足先が青白く発光する。BLACKのライダーキックと違い両足で放つ。ライダーキックとほぼ同等の威力とされる。『BLACK』最終回（第51話）では瀕死の身体で放とうとしたため足先が発光せず、不発に終わっている。
シャドーパンチ
肘のエルボートリガーの超振動波による反発力を活かした必殺パンチ。設定上は、技の発動の際には拳が緑色に発光する。BLACKのライダーパンチと同等の威力とされる。一瞬のうちに16発の強力なパンチを打ち込む。エルボートリガーの超振動によって威力を強化させている。
シャドービーム
キングストーンのエネルギーによって両手から放つビーム。敵を捕縛して投げ飛ばしたりする緑色の稲妻状の破壊光線、ビシュムを貫いた強力な赤いビーム、拳から発射する黄色の光弾。このように、敵に撃ち込む技すべてを総称して「シャドービーム」と呼ぶ。
マイティアイ
RXのマクロアイと同様に透視・望遠・広角・暗視能力を備える。またRXとの対戦時には、敵の戦闘スタイルをモニター、スキャンする分析サーチ機能を発揮した。ゴルゴム時代にはこの機能を使用していない。事前にRXの戦闘をこの目でモニターすることで戦闘スタイルを分析し、RXだけでなくロボライダーやバイオライダーなどの能力も分析して追い詰めた。ただしこの経験はRXとの最終対決時には活かされなかった。
『劇場版ディケイド』では、ライダートーナメントで行った仮面ライダー同士の戦いをスキャンして、すべての仮面ライダーたちの戦い方が分かったように、スペックでは凌駕するディケイド、クウガ ライジングアルティメット（レッドアイVer.）の2人と同時に戦い、圧倒的な強さを見せた。だが、大ショッカーも認知していなかったWについてはデータがなかったため、苦戦することになった。
サタンサーベル
世紀王専用の剣。当初は剣聖ビルゲニアが入手したが、シャドームーンが奪って使用。破壊力は凄まじく、これを受けようとしたビルテクターごとビルゲニアを一刀両断して絶命させ、一度はBLACKを死に追いやり、後にBLACKが奪って使用した時には、あらゆる攻撃を防ぐ創世王のバリヤーをも突破している。シャドームーン自身の剣術も、「剣聖」であるビルゲニアの剣をたったの一撃で弾き飛ばしたほどである。その他、光弾を発射したり、反重力エネルギーを放射して敵を捕らえて投げ飛ばしたり、炎や破壊光線、牽引光線を放つことも可能。世紀王は手元に自在に召喚でき、シャドームーンはしばしば素手の状態から出現させているほか、この性質を利用してビルゲニアから取り上げた。同じ世紀王であるBLACKも同様に召喚・使用が可能であり、創世王を倒す最後の手段として用いた。ゴルゴム壊滅後、光太郎が空に投げ捨てると共に消滅した。
シャドームーンの代名詞的な武器であり、『RX』本編および一部を除く後作ではすべてサタンサーベルを使用している。
『劇場版ディケイド』では、シャドームーンに変身しなくても使用が可能で、大ショッカー本当の目的を士に教えた際に、彼に襲い掛かる際に使用した。
シャドーセイバー
RXとの最終決戦で使用。サタンサーベルに代わる新たな二振りの双剣として、キングストーンの力によって作り出された。サタンサーベルと同じく紅い刃を持ち、切れ味は凄まじくRXのボディをも斬り裂くほどである。これを使った二刀流で、RXのリボルケインと剣戟を繰り広げた。長剣は攻撃用、短剣は防御用として使用され、両腕のエルボートリガーを合わせることで発現する。
霊体化
霞のジョーに憑依するために使用。RXとの対戦後にはジョーから分離し、彼を解放している。台詞からジョーの抹殺はクライシスと交わした契約に含まれていた模様だが、クライシス帝国の方が裏切ったために履行されなかった。
巨大化能力
『仮面ライダーワールド』で使用。パンフレットなどではバイオライダーの縮小化能力の応用とされている。なお、『オールライダー対しにがみ博士』では動画フレーム外で巨大化した。
液状化
『仮面ライダー3Dバトル FROMガンバライド』で使用。

### 派生作品での派生形態
アナザーRX
小説『S.I.C. HERO SAGA MASKED RIDER BLACK RX EDITION -After0-』に登場。シャドームーンのRX版とも言うべき姿。
BLACKのRXが太陽の力で進化した形態とは逆に、こちらのRXは月の力で進化した形態とも言える。言うなれば、もしもゴルゴムから脱走したのが光太郎ではなく信彦であったならば、または光太郎と信彦が共にゴルゴムから脱出できていたならばのifの可能性の姿でもある。
光太郎に念波による精神攻撃を受けさせ、BLACKの攻撃でボディが亀裂したことで、往来のシャドームーンへと姿を現した。
なお、この形態にはもう一説あり、現在確認されているシャドームーンは強化改造された姿であって本来のシャドームーンはブラックサンと同種で外見は同型で同性能を有する改造人間であり、ブラックサンの脱走が行われずに予定通りに次期創世王を決める二人の世紀王の戦いが行われ、どちらかが勝利し太陽と月のキングストーンを取り込んだ世紀王が次代の創世王へと進化した姿とされる。
『MASKED RIDER BLACK RX EDITION -After0-』では、この姿となる前は虚無僧の姿をしている。シャドームーンの月のキングストーンが月光のパワーを受けて変貌した姿とされる。正体はシャドームーン（秋月信彦）の肉体（亡骸）を乗っ取った創世王。

アナザーシャドームーン
小説『S.I.C. HERO SAGA MASKED RIDER BLACK RX EDITION -After0-』に登場。創世王に操られていたシャドームーンが、RXの持つ太陽のキングストーンを奪い、自身が持つ月のキングストーンの力を合わせて変身した真の創世王の形態。その姿は赤きシャドームーンといえる。
その直後、秋月信彦の魂と思われる白いもやによって太陽のキングストーンを抜き取られたことで、往来のシャドームーンに退化してしまい、復活したRXのリボルケインによって一刀両断のもとで叩き斬られた。
通常のシャドームーンとはかなり違う姿になっており、ボティの色が銀色から真っ赤に変わり、触角が長くなったり、肩の形状も違う。また、ベルトのシャドーチャージャーが肉体と一体化していて、二つのキングストーンが埋め込まれている。サタンサーベルの形状や色も違う。
世紀王とは言うなれば寿命を迎える創世王の体に代わる創世王の意思を新たに宿す器で、世紀王の後継者争いは同格の者を競わせ勝ち残った片割れを自らの後継者という名目の新しい体とするための手段。創世王の目的は、さらなる5万年の支配だった。
レッドシャドームーン
赤い体を持つシャドームーン。ゲームやヒーローショーによって、設定が異なっている。
『仮面ライダー3Dバトル FROMガンバライド』
無数のシャドームーン軍団を率いるほか、シャドームーン軍団と合体して銀色の巨大シャドームーンとなる能力を持つ。謎の球状生命体を狙って、フォーゼ、オーズ、Wやウィザード、『FROMガンバライジング』ではさらに鎧武と戦う。
『仮面ライダー バトライド・ウォー創生』
創世王に体を乗っ取られたシャドームーンの意識が蘇り、創世王の力を我が物にしたことで変貌した。
体格が10メートルほどに巨大化して複数のシャドームーンを作り出し、あらゆる時間へ送り込もうとしている。
合体三将軍
『ザ・グレイトバトルVI』オリジナルキャラクター。シャドームーンとトールギスとサイコバルタンが合体した姿。3体の技（ゲーム中の技）を使用できる。詳しくはザ・グレイトバトルVI#敵キャラクターを参照。

## 関連マシン
バトルホッパー
BLACKが搭乗するバイク型機械生命体だが、世紀王専用マシンであるためにシャドームーンにも召喚・乗用が可能。BLACKとの決戦時、シャドーフラッシュによって支配権をBLACKから奪い、これを利用してBLACKに止めを刺そうとした。しかし長い戦いのなかで育んだBLACKとの友情のため心まで奪うことはできず、キングストーンフラッシュによってシャドーフラッシュの効力を相殺されると離反された。

ヘルシューター
『仮面ライダーSD』での専用マシン。原典ではビルゲニアが使用した。
ロードセクター
『仮面ライダーBLACK SUN』での専用マシン。原典では南光太郎 / 仮面ライダーBLACKが使用した。

## シャドームーンを演じた人物
俳優
- 堀内孝人 - 『BLACK』（秋月信彦）
- 大浦龍宇一 - 『劇場版 仮面ライダーディケイド オールライダー対大ショッカー』（月影ノブヒコ）
- 中村倫也 - 『仮面ライダーBLACK SUN』（秋月信彦）

スーツアクター
『BLACK』で仮面ライダーBLACKのスーツアクターを務めた岡元次郎によれば、当初は岩田が演じていたが途中から菊地と交互に演じるようになり、どちらも出演できない時は岡元も演じたことを証言している。
- 岩田時男 - 『BLACK』、『RX』
- 菊地寿幸 - 『BLACK』
- 岡元次郎 - 『BLACK』（代役）、『劇場版 仮面ライダーディケイド オールライダー対大ショッカー』
- 岸本康太 - 『BLACK SUN』

声優
- てらそままさき（旧名：寺杣昌紀） - 『仮面ライダーBLACK』『仮面ライダーBLACK RX』『仮面ライダーワールド』『オーズ・電王・オールライダー レッツゴー仮面ライダー』『仮面ライダー×スーパー戦隊 スーパーヒーロー大戦』『仮面ライダー×スーパー戦隊×宇宙刑事 スーパーヒーロー大戦Z』『TTFC産直シアター 仮面ライダーセイバー』『仮面ライダー バトライド・ウォー創生』で担当。
- 黒田崇矢 - 『仮面ライダー 正義の系譜』で担当。
- 塩沢兼人 - 『仮面ライダーSD』で担当。